# Marco Zen
Pour les articles homonymes, voir Zen.
Marco Zen (né le 2 janvier 1963 à Bassano del Grappa) est un coureur cycliste italien. Professionnel de 1987 à 1997, il a pris part à trois éditions du Tour de France.

## Palmarès
- 1983
  - Coppa Regole Spinale e Manez
- 1984
  - Medaglia d'Oro Ottavio Bottecchia
  - 3e de Bassano-Monte Grappa
- 1996
  - 3e du Tour du Frioul

## Résultats sur les grands tours

### Tour de France
3 participations
- 1994 : 86e
- 1996 : 73e
- 1997 : 73e

### Tour d'Italie
7 participations
- 1987 : non-partant (21e étape)
- 1988 : 83e
- 1989 : 101e
- 1990 : 62e
- 1993 : 94e
- 1995 : non-partant (8e étape)
- 1996 : 33e

### Tour d'Espagne
1 participation
- 1991 : hors délais (12e étape)